# Индонезийско-катарские отношения
Индонезийско-катарские отношения — двусторонние дипломатические отношения между Индонезией и Катаром. Отношения были официально установлены в 1976 году. Обе страны имеют мусульманское население, причём Индонезия — самое большое. Индонезия имеет посольство в Дохе, а Катар — посольство в Джакарте. Обе страны являются членами Организации исламского сотрудничества.
Индонезия и Катар подписали ряд меморандумов о взаимопонимании в таких областях, как воздушный транспорт, туризм и сельскохозяйственное сотрудничество.

## Государственные визиты
Благодаря своим запасам нефти и природного газа Катар входит в число богатейших стран мира. В 2006 году президент Индонезии Сусило Бамбанг Юдойоно посетил Доху с государственным визитом, чтобы привлечь катарский бизнес к инвестированию в Индонезию, а эмир Катара, шейх Хамад бин Халифа Аль Тани, посетил Джакарту в 2009 году. Во время IV Балийского демократического форума в декабре 2011 года премьер-министр Катара шейх Хамад бен Джасим бен Джабер Аль Тани снова встретился с Юдойоно.

## Торговля и инвестиции
Общий объём двусторонней торговли в 2011 году достиг 683,6 млн долларов США, что на 5,2 % больше, чем в 2010 году. Торговый баланс был в значительной степени в пользу Катара, который на протяжении многих лет имел положительное сальдо по сравнению с Индонезией. Это объясняется двумя основными факторами: во-первых, население и демографические показатели Катара слишком малы, чтобы вызвать спрос на индонезийские товары, а во-вторых, индонезийцы постоянно нуждаются в нефти, поэтому импорт Катара почти полностью связан с нефтью. Индонезийский экспорт в Катар включает мебель, канцелярские товары, бумагу, электроприборы и бытовую технику.
Индонезия входит в число инвестиционных направлений Катара. В мае 2010 года Qatar Holdings, инвестиционное подразделение Катарского инвестиционного управления, учредило индонезийский фонд стоимостью 1 млрд долл. В настоящее время катарская телекоммуникационная компания Qtel владеет долей 65 % во второй по величине телекоммуникационной компании Индонезии Indosat стоимостью более 3 млрд долларов США. Ряд индонезийских компаний также инвестировали в Катар, почти все они связаны с нефтью, в том числе индонезийская государственная нефтяная компания Pertamina, которая управляет нефтегазовым блоком Катара Сектор-3.

## Трудовые мигранты
В настоящее время в Катаре работает около 40 тысяч индонезийцев. Некоторые из них работают в нефтяном секторе, другие — в качестве домашней прислуги. Катар ищет квалифицированных и обученных работников из Индонезии, особенно нефтяников и медсестёр. По данным Министерства труда Индонезии, в начале 2014 года Катар разместил запрос на квалифицированных индонезийских работников для заполнения тысяч имеющихся там рабочих мест. Среди прочих — должности в нефтегазовой промышленности, гостиничном секторе, информационных технологиях, строительном секторе и в качестве медсестёр.